# Jefferson County (Florida)
Jefferson County is een county in de Amerikaanse staat Florida.
De county heeft een landoppervlakte van 1.548 km² en telt 12.902 inwoners (volkstelling 2000). De hoofdplaats is Monticello.

## Bevolkingsontwikkeling

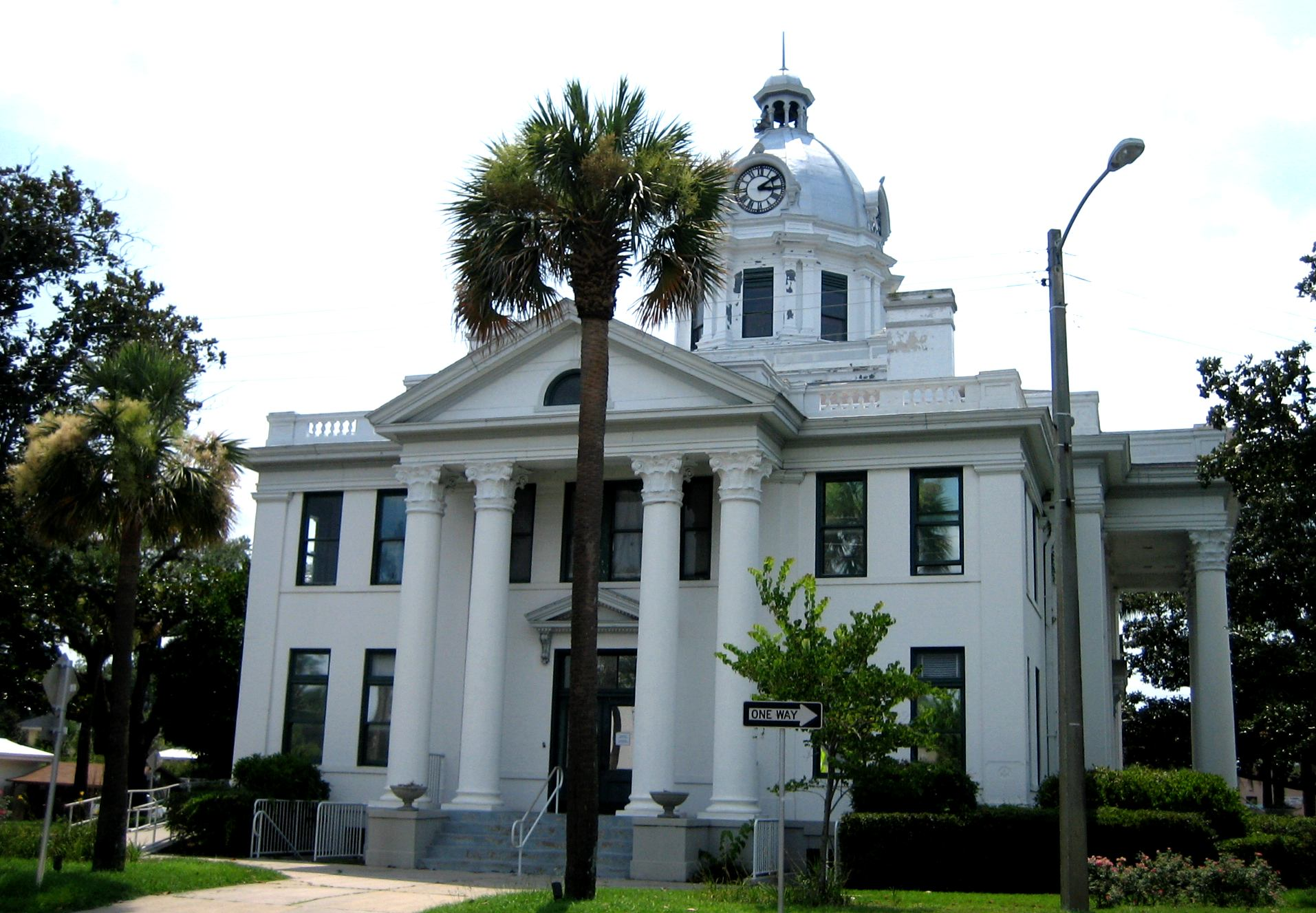
Jefferson County Courthouse